# Wide Area Information Servers
Der Suchdienst Wide Area Information Servers, abgekürzt WAIS, wurde unter der Leitung von Brewster Kahle entwickelt. WAIS steht seit 1991 öffentlich im Internet.
Innerhalb des WAIS Datenbanksystems werden Dateien gelistet, die im Internet erreichbar sind.
WAIS ermöglicht erstmals eine Volltextsuche innerhalb des Datenbestandes.
Um WAIS zu nutzen, benötigt man einen speziellen WAIS-Client, der in der Lage ist, mit den WAIS-Servern zu kommunizieren.
Alle WAIS-Server führen einzelstehende Datenbestände, d. h. die Datenbestände sind nicht auf einer Datenbank zentralisiert, noch tauschen die Server Daten miteinander aus.
Jeder WAIS-Server beinhaltet eine oder mehrere Datenbanken, die ein bestimmtes Informationsangebot, z. B. Archäologie, Biologie, Gedichte oder Wetterberichte enthalten. Um sich einen Überblick über die vorhandenen WAIS-Server zu verschaffen, gab es das directory-of-servers, ein Verzeichnis von WAIS-Servern, bei der quake.think.com. Für jede Datenbank gibt es eine Source-Description, die Auskunft gibt über den Inhalt einer Datenbank sowie den dazugehörigen WAIS-Server.
Über WAIS war es erstmals möglich, ganz unterschiedliche Datenbestände über eine einheitliche Nutzeroberfläche, den WAIS-Client, zu durchsuchen.
Der Suchmechanismus von WAIS war Grundlage der weiteren Entwicklung mit GOPHER und VERONICA.